# جيم مكيلفي
جيم مكيلفي (بالإنجليزية: Jim McKelvey)‏ هو رجل أعمال أمريكي في مجال التكنولوجيا ومؤسس مشارك لشركة اسكوير وهي شركة مدفوعات مالية. تم تعيين مكيلفي كمدير مستقل للاحتياطي الفيدرالي في سانت لويس في يناير 2017.

## مسيرته المهنية

### شركة اسكوير
في عام 2009، شارك مكيلفي في تأسيس شركة اسكوير مع جاك دورسي.  صمم البروفيسور روبرت مورلي الأجهزة التي استخدمتها اسكوير في عام 2009، في حين أنشأ كل من مكيلفي وجاك دورسي كيانًا منفصلاً تاركين مورلي خارج ملكية هذا الكيان. ثم شغل ماكلفي منصب رئيس مجلس إدارة سكوير حتى عام 2010.  اليوم ، ماكيلفي عضو في مجلس إدارة سكوير.